# Crabe rouge de Clipperton
Johngarthia oceanica
 (juin 2013).
Si vous disposez d'ouvrages ou d'articles de référence ou si vous connaissez des sites web de qualité traitant du thème abordé ici, merci de compléter l'article en donnant les références utiles à sa vérifiabilité et en les liant à la section « Notes et références ».
Espèce
Le crabe rouge de Clipperton, Johngarthia oceanica, est une espèce de crabes du genre Johngarthia (en) vivant sur l'île Clipperton, dans l'océan Pacifique, au large du Mexique, mais aussi sur l'île de Malpelo, au large de la Colombie et dans les îles Revillagigedo, notamment sur l'île Socorro, à 900 km au nord de Clipperton. Il fait une dizaine de centimètres de large et se nourrit d'algues, de feuilles de cocotier et, parfois, de charognes.
Avant 2019, Johngarthia oceanica était considéré comme faisant partie de Johngarthia planata, mais un réexamen a déterminé que les crabes terrestres des îles océaniques étaient une espèce distincte. Johngarthia oceanica diffère de Johngarthia planata par la forme du lobe mésial de la marge infra-orbitaire et la couleur de sa carapace.

## Galerie

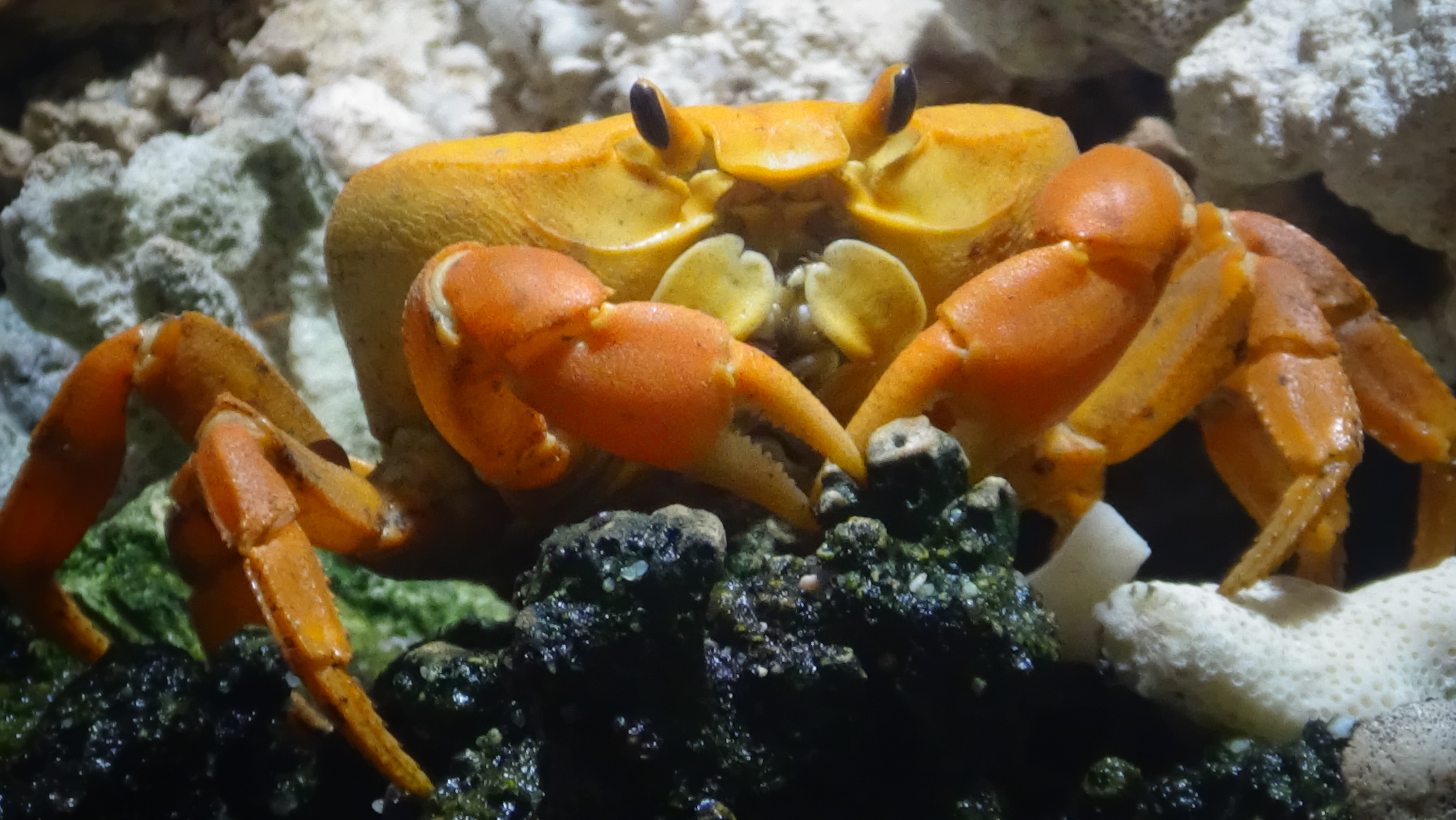
Ménagerie du jardin des plantes de Paris/France
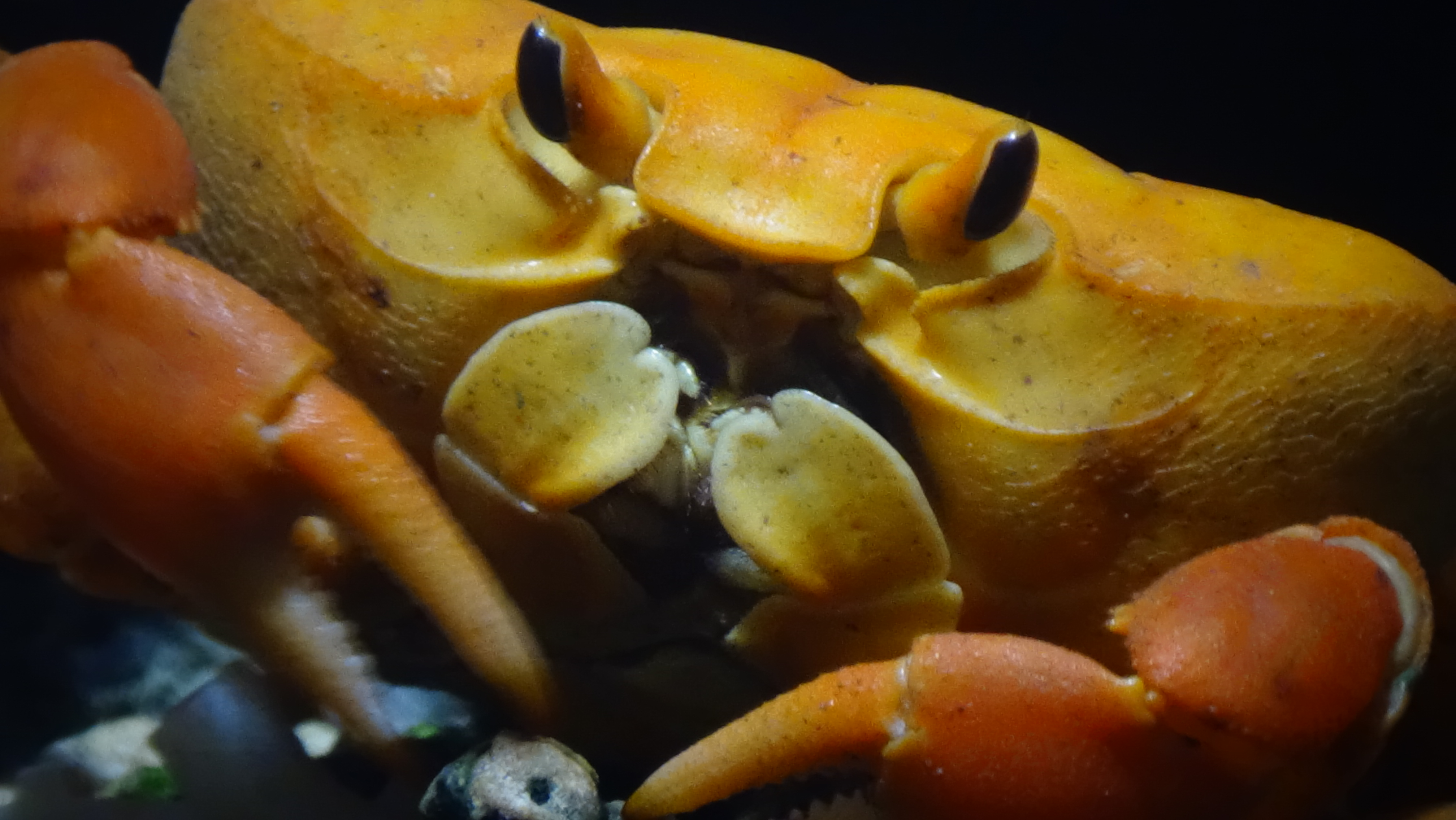
Ménagerie du jardin des plantes de Paris/France
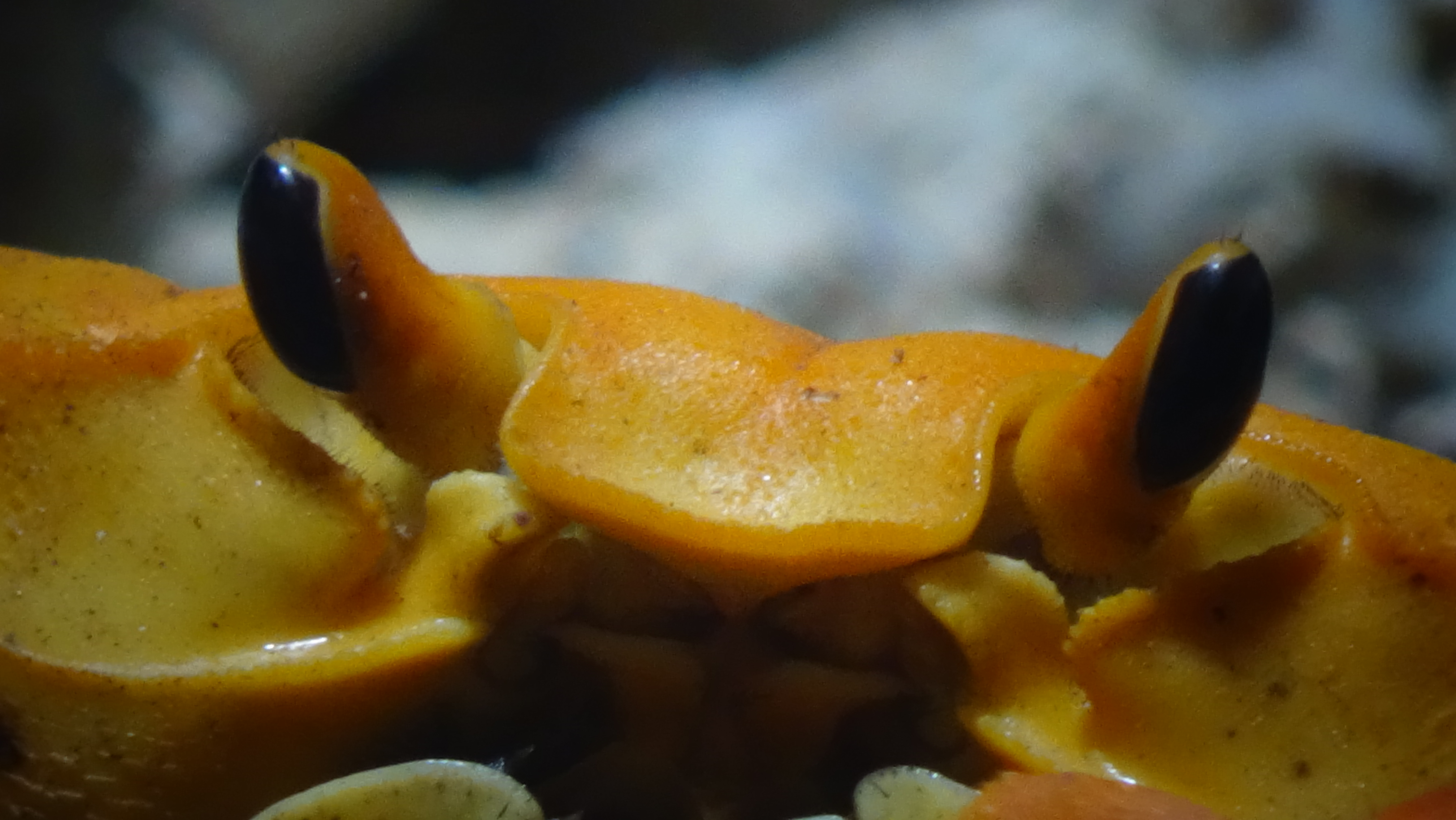
Ménagerie du jardin des plantes de Paris/France
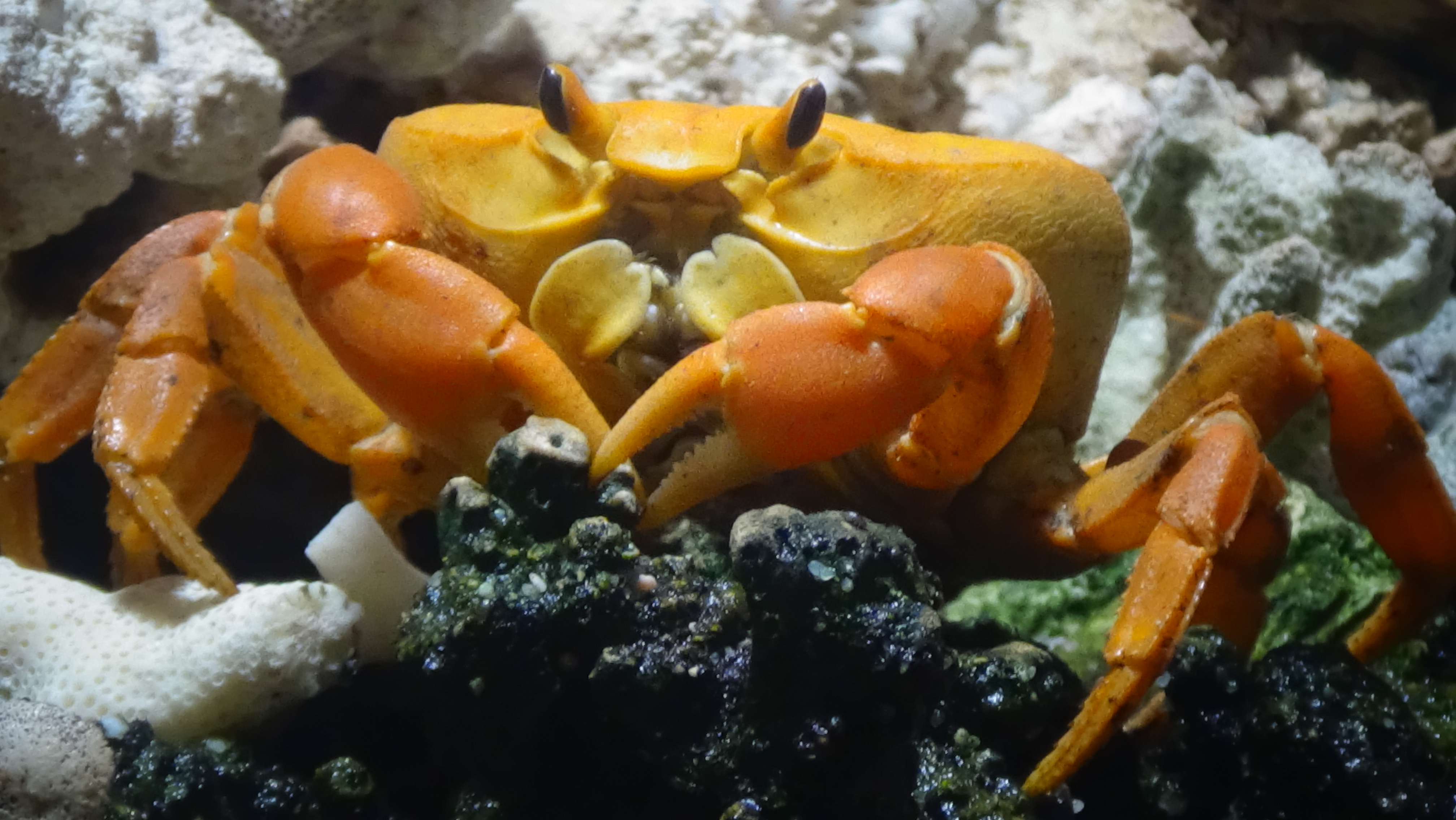
Ménagerie du jardin des plantes de Paris/France
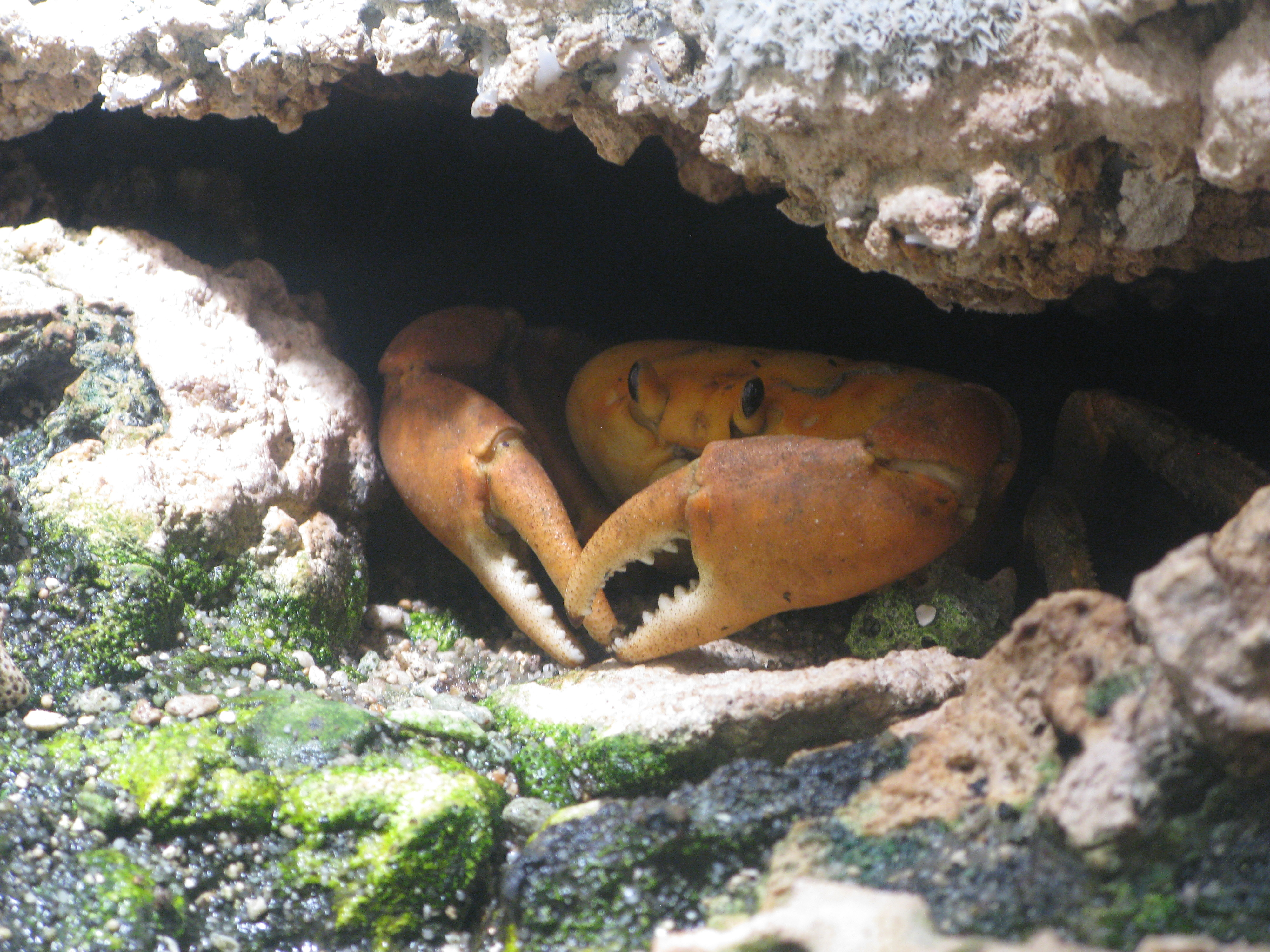
Ménagerie du jardin des plantes de Paris/France

### Johngarthia planata
- (en) Catalogue of Life : Johngarthia planata (Stimpson, 1860) (consulté le 21 décembre 2020)
- (en) WoRMS : espèce Johngarthia planata (Stimpson, 1860) (consulté le 20 juin 2013)
- (fr + en) EOL : Johngarthia planata